# Distrikt Sachaca

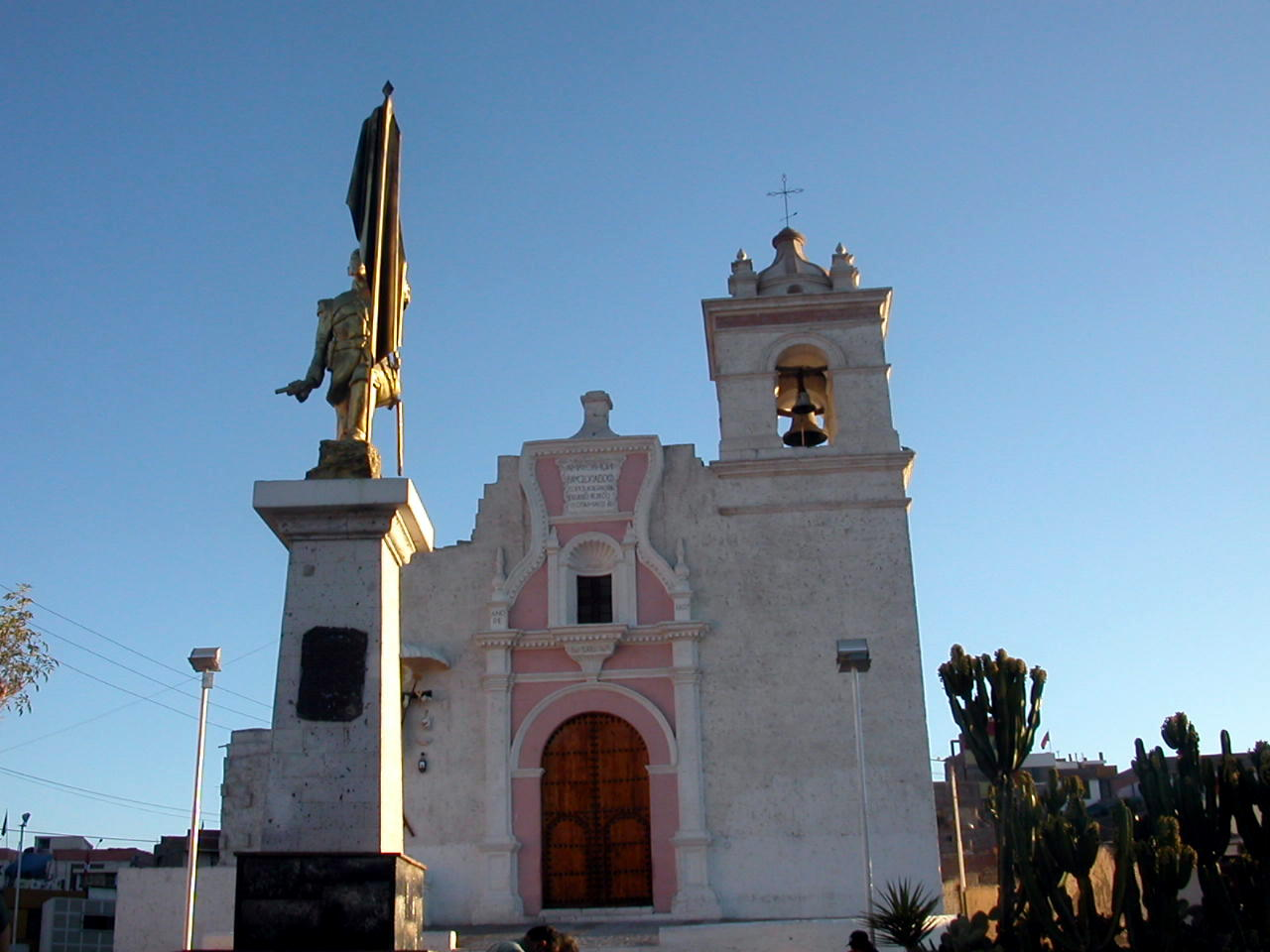
Templo Santa Gertrudis

Der Distrikt Sachaca liegt in der Provinz Arequipa der Region Arequipa in Südwest-Peru. Der Distrikt wurde am 2. Januar 1857 gegründet. Der Distrikt hat eine Fläche von etwa 14,5 km². Beim Zensus 2017 lebten 24.225 Einwohner im Distrikt. Im Jahr 1993 lag die Einwohnerzahl bei 13.261, im Jahr 2007 bei 17.537. Die Distriktverwaltung befindet sich in der Stadt Sachaca. Diese ist Teil des Ballungsraumes der Provinz- und Regionshauptstadt Arequipa und liegt südwestlich von deren Stadtzentrum.

## Geographische Lage
Der Distrikt Sachaca liegt im südwestlichen Zentrum der Provinz Arequipa auf einer Höhe von 2240 m. Der Distrikt hat eine annähernd quadratische Gestalt mit einer Seitenlänge von etwa 4 km. Der Río Chili fließt entlang der südöstlichen Distriktgrenze. Im Distrikt befinden sich neben mehreren verteilten Siedlungsflächen auch größere Flächen mit bewässerter Landwirtschaft.
Der Distrikt Sachaca grenzt im Westen an den Distrikt Tiabaya, im Norden an den Distrikt Cerro Colorado, im Nordosten an den Distrikt Yanahuara sowie an den Stadtdistrikt Arequipa. Im Südosten liegt der Distrikt Jacobo Hunter.